# Diidrogenofosfato di calcio
Il diidrogenofosfato di calcio, noto anche come fosfato monocalcico, è un sale biacido dell'acido fosforico con formula chimica Ca(H2PO4)2. Esiste anche in forma monoidrata, con formula Ca(H2PO4)2 · H2O e numero CAS 10031-30-8. 
Trova impiego principalmente come fertilizzante e, sfruttandone l'acidità, nella formulazione dei lieviti chimici. È un correttore di acidità noto nell'industria alimentare con la sigla E 341.
In soluzione acquosa il diidrogenofosfato di calcio tende a convertirsi in idrogenofosfato di calcio (CaHPO4) e acido fosforico (H3PO4).

## Preparazione
Il composto viene ottenuto, in elevata purezza richiesta per gli scopi alimentari, facendo reagire l'acido fosforico con l'ossido di calcio o con l'idrossido di calcio. La reazione con l'idrossido di calcio è la seguente:
{\displaystyle {\ce {Ca(OH)2 + 2 H3PO4->Ca(H2PO4)2 + 2 H2O}}}
La materia prima utilizzata per la produzione di fertilizzanti viene invece sintetizzata facendo reagire le apatiti, come la fluorapatite, con acido solforico:
{\displaystyle {\ce {2 Ca5(PO4)3F + 7 H2SO4 + H2O -> 7 CaSO4 + 3 Ca(H2PO4)2F*H2O + 2 HF}}}
La miscela formata da diidrogenofosfato di calcio e dal sottoprodotto solfato di calcio (CaSO4) costituisce il fertilizzante noto come superfosfato.

## Applicazioni

### Fertilizzanti
I superfosfati sono un gruppo di fertilizzanti a base di diidrogenofosfato di calcio. Del cosiddetto superfosfato singolo, costituito da una miscela di diidrogenofosfato e solfato di calcio, si è già parlato descrivendone la sintesi. Facendo reagire con l'apatite l'acido fosforico, al posto dell'acido solforico, si ottiene un prodotto maggiormente ricco di fosfato monocalcico e privo di solfato di calcio, noto come superfosfato triplo. Usando invece una miscela dei due acidi, si ottiene un fertilizzante con un contenuto percentuale intermedio di P2O5 chiamato superfosfato doppio.

### Agente lievitante
Il diidrogenofosfato di calcio è utilizzato nell'industria alimentare come componente del lievito chimico in quanto origina una  reazione acido-base con composti alcalini quali il bicarbonato di sodio, portando alla formazione di anidride carbonica che tende a espandersi facendo rigonfiare l'impasto. Il diidrogenofosfato di calcio agisce velocemente liberando gran parte dell'anidride carbonica entro pochi minuti.